# يوهان ارنست باسيليوس
يوهان ارنست باسيليوس (بالألمانية: Johann Ernst Basilius Wiedeburg ) (و. 1733 – 1789 م) هو عالم فلك، وفيزيائي، وأستاذ جامعي، وأمين مكتبة من ألمانيا . ولد في يينا.
توفي في يينا، عن عمر يناهز 56 عاماً.

## مناصب وهيئات
أدار جامعة يينا.